# نیمیر عبدالعزیز
نیمیر عبدالعزیز (انگلیسی: Nimir Abdel-Aziz؛ زادهٔ ۵ مهٔ ۱۹۹۲) بازیکن والیبال اهل هلند است که و در سن ۸ سالگی والیبال را شروع کرده‌است در هلند در  باشگاه‌های بسیار زیادی توپ زده‌است و افتخارات زیادی را کسب کرده‌است و در بازی‌های قهرمانی باشگاه‌های آسیا یار قرضی پیکان ایران بود. نیمیر در رقابت‌های لیگ ملت‌های ۲۰۲۰ رکورد کسب امتیاز انفرادی را شکست. وی از مادری هلندی و پدری اهل چاد زاده شده است. 